# Dünyayla Benim Aramda
Dünyayla Benim Aramda es una serie de televisión dramática turca, distribuida en el servicio de streaming Disney+ a través del portal Star del 14 de septiembre al 26 de octubre de 2022. Está dirigida por Hülya Gezer, escrita por Pınar Bulut, producida por MF Yapım para The Walt Disney Company y protagonizada por Demet Özdemir y Buğra Gülsoy.

## Sinopsis
La serie cuenta la turbulenta relación entre İlkin, editor en jefe de una conocida revista de moda, y Tolga, una conocida y popular personalidad de la televisión.

## Reparto
- Demet Özdemir como İlkin
- Buğra Gülsoy como Tolga
- Hafsanur Sancaktutan como Sinem
- Metin Akdülger como Kenan
- Zerrin Tekindor como Burçin
- İbrahim Selim como Cüneyt
- Melisa Döngel como Ceren
- Ali Yoğurtçuoğlu como Uluç
- Serra Tenkal como Esra

## Temporadas
| Temporada | Temporada | Episodios | Rango de episodios | Emisión original         | Emisión original      |
| Temporada | Temporada | Episodios | Rango de episodios | Inicio                   | Final                 |
| --------- | --------- | --------- | ------------------ | ------------------------ | --------------------- |
|           | 1         | 8         | 1 - 8              | 14 de septiembre de 2022 | 26 de octubre de 2022 |

### Primera temporada (2022)
| n° | Título original       | Publicación Turquía      |
| -- | --------------------- | ------------------------ |
| 1  | İnkar                 | 14 de septiembre de 2022 |
| 2  | Şüphe                 | 14 de septiembre de 2022 |
| 3  | Blöf                  | 21 de septiembre de 2022 |
| 4  | Yüzleşme              | 28 de septiembre de 2022 |
| 5  | Kabulleniş            | 5 de octubre de 2022     |
| 6  | Hayata Dönüş          | 12 de octubre de 2022    |
| 7  | Bırakmak              | 19 de octubre de 2022    |
| 8  | Dünyayla Benim Aramda | 25 de octubre de 2022    |

## Producción
La serie está dirigida por Hülya Gezer, escrita por Pınar Bulut y producida por MF Yapım para The Walt Disney Company.

### Estreno
El 13 de septiembre de 2022, un día antes del debut, la plataforma digital Disney+ presentó la serie protagonizada por Demet Özdemir, Buğra Gülsoy, Hafsanur Sancaktutan y Metin Akdülger.

### Rodaje
El rodaje de la serie tuvo lugar entre los meses de marzo y agosto de 2022 en Estambul.

## Premios y reconocimientos
| Año  | Premio                          | Categoría                  | Nominados                                                                       | Resultado | Notas  |
| ---- | ------------------------------- | -------------------------- | ------------------------------------------------------------------------------- | --------- | ------ |
| 2022 | Pantene Golden Butterfly Awards | Mejor pareja de televisión | Demet Özdemir y Buğra Gülsoy                                                    | Nominados | [ 17 ] |
| 2022 | Pantene Golden Butterfly Awards | Mejor actriz               | Demet Özdemir                                                                   | Nominada  | [ 17 ] |
| 2022 | Pantene Golden Butterfly Awards | Mejor serie de Internet    | Demet Özdemir, Buğra Gülsoy, Hülya Gezer, Hafsanur Sancaktutan y Metin Akdülger | Ganadores | [ 17 ] |
| 2022 | Pantene Golden Butterfly Awards | Mejor director             | Hülya Gezer                                                                     | Nominada  | [ 17 ] |